# Kloster Gnadenthal (Bayern)
Das Kloster Gnadenthal ist das Mutterhaus einer Gemeinschaft von Franziskanerinnen, die dem Dritten Orden des Heiligen Franziskus angehören. Die Kongregation nennt sich Franziskaner-Tertiarinnen vom Heiligen Johannes. Das Kloster befindet sich in Ingolstadt in Bayern in der Diözese Eichstätt.

## Geschichte

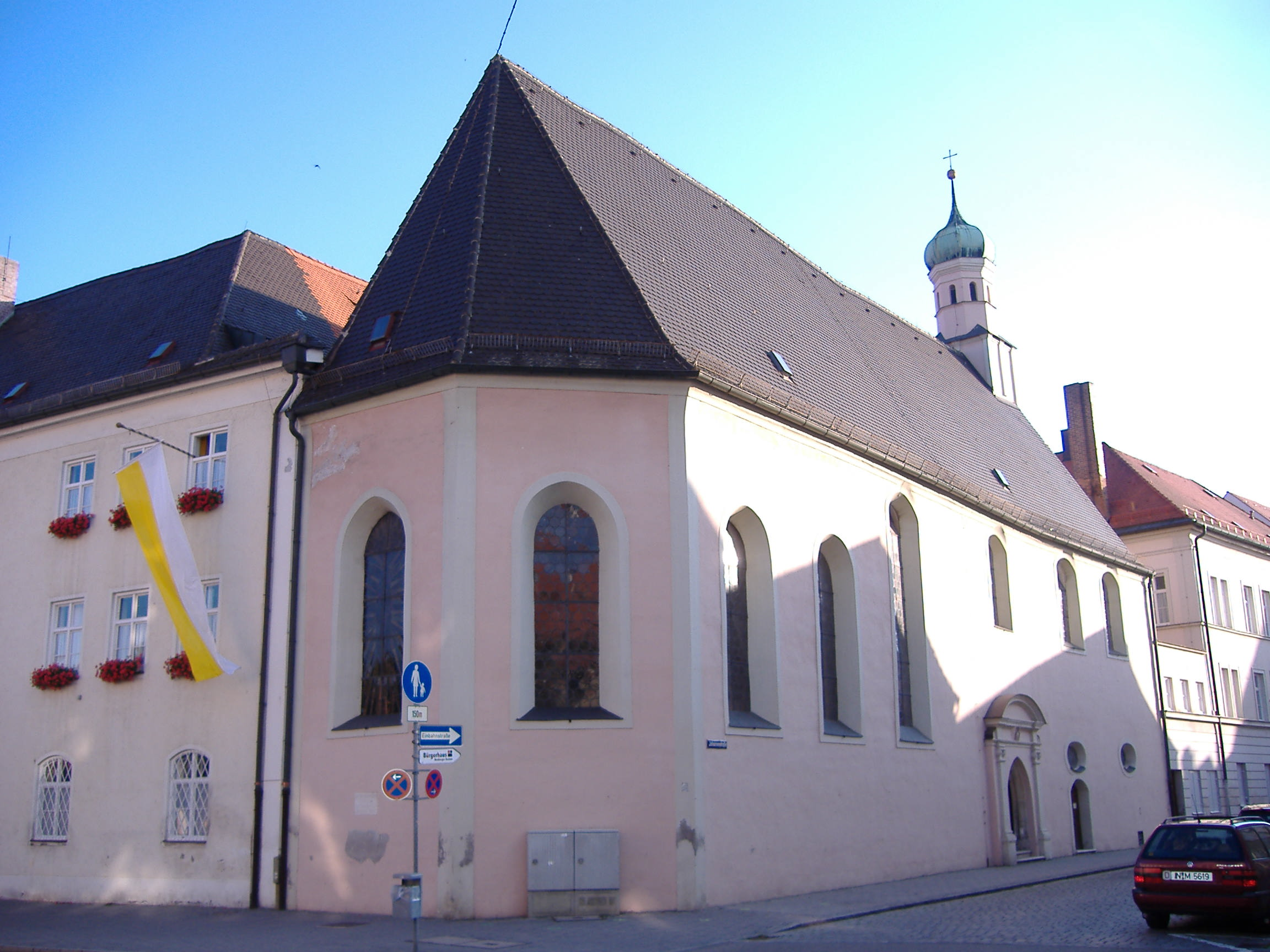
Die Klosterkirche St. Johann im Gnadenthal

Das Kloster ist St. Elisabeth, die Klosterkirche St. Johann im Gnadenthal SS. Johannes geweiht.

### Gründung der Gemeinschaft bis zum Übergang in einen Konvent (1276–1468)
1276 gründeten die bürgerlichen Ingolstädterinnen Diemuth Trailacher und Margareta von Puch die Frauengemeinschaft, aus der das heutige Kloster hervorgegangen ist. Als Beginen sorgten die Frauen und ihre Mitschwestern für Arme und Kranke. Anders als andere Beginengemeinschaften, die sich allgemein an keine Regel halten, stellten Diemuth Trailacher und Margareta von Puch ihre Gemeinschaft unter die dritte Regel des Franziskus, weshalb sie auch Tertiarinnen genannt werden. Durch ein Gelübde banden sie sich zu diesem Zeitpunkt noch nicht. Bei der Frauengemeinschaft handelte es sich daher um kein Konvent, sondern um ein sogenanntes Regelhaus. Die erste Regelmeisterin der Gemeinschaft wurde Diemuth Trailacher. Ihr wurden von Ludwig dem Bayer weitläufige Freiheiten und Vorrechte eingeräumt, die die Ingolstädter Bevölkerung akzeptieren musste. Aufgrund des raschen Zuwachses der Gemeinschaft eröffnete Margareta von Puch 1329 ein zweites Regelhaus, dem sie selbst vorstand. 1333 wurden auch ihr die Freiheiten der Gemeinschaft um Trailacher eingeräumt, was das wirtschaftliche Auskommen der Gemeinschaft sicherte. Die Gemeinschaft wuchs weiter, sodass der Ausbau der Regelhäuser zu einem gemeinsamen großen Regelhaus ins Blickfeld genommen wurde. Da die Tertiarinnen keinen Lohn entgegennahmen und sich nur von den Spenden und Gaben der Ingolstädter ernährten, stellte sich die Finanzierung schwierig dar. Ihr guter Ruf und die gute Beziehung zur Stadt ermöglichten es schließlich, dass der Stadtrat für die Um- und Ausbaukosten des Regelhauses aufkam. Etwa ab Mitte des 15. Jahrhunderts wuchs in einigen Mitgliedern der Gemeinschaft der Wunsch nach einer Neuorganisation der Gemeinschaft und dem Anschluss an das Franziskanerkloster in Ingolstadt. Beispielgebend für diesen Gedanken wird die Umwandlung der Minoriten in einen Franziskanerkonvent einige Jahre zuvor gewesen sein. Bei den geistlichen Würdenträgern Ingolstadts sowie auch bei der Bevölkerung kam diese Idee sehr gut an. Bereits im Frühjahr 1468 erschienen zwei Oberinnen aus Kieshofen in Ingolstadt, um die Frauen über ihr künftiges Gelübde, die Klosterordnung und das Leben als Franziskanerin zu informieren. Nach dieser Einführung nahmen jedoch nur vier Frauen tatsächlich den Schleier.

### Gründung des Konvents bis zur Säkularisation (1468–1802)
Die vier Neufranziskanerinnen legten 1468 ihr Gelübde ab. Die beiden Kieshoferinnen und die vier ehemaligen Beginen bildeten den ersten Konvent des Klosters Gnadenthal. Erste Oberin wurde Elisabeth Proebst. Die geistliche Leitung des Klosters übernahm das bestehende Franziskanerkloster. Die Ingolstädter Bevölkerung war der neuorganisierten Frauengemeinschaft zugetan. Daher mussten die Nonnen nur wenige Jahre Spenden sammeln, sodass sie schon 1480 mit dem Abriss des ehemaligen Regelhauses und dem Bau des neuen Konventsgebäudes beginnen konnten. Weitere Stiftungen, Materialspenden und Handwerkshilfe machten es möglich, dass die Kirche bereits am 30. Dezember 1487 geweiht werden konnte. Da die Schuldenlast trotzdem wuchs, mussten die mittlerweile zwölf Konventualinnen ihr Auskommen durch Webarbeiten sichern. Sieben der Nonnen wurden später in die Klausur eingeführt, um ein möglichst würdevolles Leben zu führen. Die verbliebenen fünf Frauen mussten zu Versorgungszwecken und zum Erbitten von Almosen weiterhin die Möglichkeit haben, das Kloster verlassen zu können. Kurze Zeit später waren die Nonnen nicht mehr auf Almosen angewiesen. Die Eintritte reicher Bürgerstöchter sorgten für reichlich Aussteuer und Erbschaften. Beispielhaft zu nennen sind die Tochter des Ingolstädter Bürgermeisters 1492 oder der Eintritt der reichen Münchner Bürgerstochter Barbara Ridler. 1493 hatten die Nonnen ihre Finanzen soweit saniert, dass sie weitere Gebäude kaufen und eine Braustätte eröffnen konnten. Dies leitete die Blütezeit des Ingolstädter Franziskanerinnenkloster ein. Der überregional gute Ruf des Klosters sorgte dafür, dass die Nonnen im Kloster viele Besucher empfingen und beherbergten. Die Besucher brachten Gnadenthal weitere finanzielle Mittel ein.
Die Reformation erreichte die Franziskanerinnen von Ingolstadt nicht. Für diese Zeit sind keine Austritte aus Konfessionsgründen nachweisbar. Etwa aus derselben Zeit stammt der Name des Klosters. Gnadenthal als Bezeichnung für das Kloster ist in der Amtszeit von Oberin Elisabeth Renner (1524–1575) erstmals zu verzeichnen. Mit der Einführung des römischen Breviers in Gnadenthal 1607 wurde der Gedanke um die Ausweitung der Klausur weiter manifestiert. Bereits zwanzig Jahre später, 1627, wurde diese durch eine kurfürstliche Verfügung auf den gesamten Konvent ausgeweitet. Die finanzielle Situation des Konvents ließ ein weiteres Almosensammeln und Arbeiten hinfällig erscheinen. Daher wurden 1628 die Modalitäten für die Aufnahme neuer Konventsmitglieder erneuert. Die Anwärterinnen mussten zwölf Fragen beantworten, mit denen man sicherstellen wollte, dass das Kloster nicht als Verwahrungsanstalt diente, sondern die Frauen aus reinem Glauben ins Kloster eintraten.
Im Dreißigjährigen Krieg beherbergte das Kloster Gnadenthal kurzzeitig die Konvente der Augustinerinnen von Marienburg, Marienstein in Eichstätt sowie die Benediktinerinnen von Hohenwarth. Darüber hinaus waren die Ingolstädterinnen auch einigen unmittelbaren Kriegsgefahren ausgesetzt. Die wirtschaftliche Lage stabilisierte sich aber auch in dieser Situation schnell durch Spenden und Handwerkshilfe der Ingolstädter. Gefördert wurde das Kloster im 18. Jahrhundert auch von dem Ingolstädter Medizinprofessor und Gerichtsmediziner Franz Anton Stebler, der die Nonnen kostenlos behandelte und der Klosterkirche unter anderem wertvolle rituelle Gegenstände stifteter bzw. schenkte.

### 1802 bis heute
1802 erschien eine sogenannte Klosterkommission in Ingolstadt. Der Konvent wurde weitgehend enteignet. Von jetzt an diente Gnadenthal als Zentral- und Aussterbekloster. Die Nonnen erhielten das Recht, bis zu ihrem Tod im Konventsgebäude zu leben. Damals zählte der Konvent 32 Mitglieder. Sie erhielten jährliche Leibrenten. Ein Kompromiss bestand darin, dass sie fortan auch 23 Heilig-Kreuz-Schwestern aus Landshut, ebenfalls Tertiarinnen, bei sich aufnehmen mussten. Am 16. November 1829 wurde Gnadenthal wiedererrichtet mit der Auflage, in Ingolstadt die Mädchenbildung zu übernehmen. Die Schule war so erfolgreich, dass sie bereits 1860 erstmals ausgebaut werden konnte. 1937 verboten die Nationalsozialisten die Schule. Deshalb wanderten einige Nonnen ein Jahr darauf nach Brasilien aus und verbreiteten dort den Orden. Nach Kriegsende wurden einige Schulen wieder eingerichtet, welche die Franziskanerinnen bis zum Jahr 2002 weiter betrieben. Seit dem Schuljahr 2002/2003 ist die Diözese Eichstätt Träger der Gnadenthal-Schulen, dem musischen Gnadenthal-Gymnasium und Gnadenthal-Mädchen-Realschule.

## Gnadenthal in Brasilien
Da 1937 den Schwestern die Führung der Mädchenschule in Ingolstadt verboten wurde, emigrierten 1938 fünf Klosterschwestern nach Brasilien. Dort eröffneten sie Niederlassung in der Region Santa Isabel mit ihrem Sitz in São Paulo, zu der mittlerweile 16 Filialen gehören. Sie betreiben Schulen, Internate, Waisen- und Krankenhäuser sowie Altersheime. Die brasilianische Niederlassung der Gnadenthalschwestern arbeitet außerdem seit 2008 an einem Projekt in Angolas Hauptstadt Luanda mit den Schwerpunkten Erziehung und Sozialer Dienst.

## Bedeutende Ordensschwestern
- Elisabeth Proebst, erste Oberin des Klosters Gnadenthal
- Fridolina Lautner, Missionarin, Trägerin des Bundesverdienstkreuzes und des Bayerischen Verdienstordens
- Euphemia Blaschke, Künstlerin
- Cäcilia („Gertrud“) Wohlmuth (* 1930), Generaloberin, Trägerin des Bundesverdienstkreuzes